# Tomba di Cristoforo Colombo
La tomba di Cristoforo Colombo si trova nella cattedrale di Siviglia dal 1899. In precedenza, i resti del navigatore erano stati sepolti a Valladolid e poi traslati più volte: nel monastero di Cartuja di Siviglia, a Santo Domingo, all'Avana.

## Storia
Cristoforo Colombo è morto nella città spagnola di Valladolid: dopo i funerali svolti nella chiesa dell'Antichità venne sepolto nel Convento di San Francesco. Nel 1509, il figlio di Colombo, Diego, per propria volontà, spostò i resti da Valladolid al Monastero di Santa Maria delle Grotte, più conosciuto come La Cartuja, nella città di Siviglia,  luogo dove rimase fino agli anni '30 del XVI secolo (presumibilmente 1538). In seguito, il corpo di Colombo è stato trasportato via mare all'isola di Hispaniola, nella capitale coloniale di Santo Domingo, come riportato nel 1561 da Bartolomé de Las Casas. Questi è il primo a descrivere come il corpo dell'esploratore genovese è stato trasportato sull'isola che scoprì nel 1492.
Santo Domingo venne poi occupata e saccheggiata da Francis Drake, senza risparmiare la cattedrale dove riposavano le spoglie di Colombo. Dopo quest'avvenimento non è da escludere che i resti di Cristoforo possano estere stati portati brevemente in Inghilterra dal corsaro. Tempo dopo, l'arcivescovo Francisco Pio sostenne di aver nascosto le spoglie dell'esploratore prima dell'occupazione della città da parte di William Penn, ma si ignora se parlasse delle spoglie di Cristoforo oppure dei due nipoti Cristobal Colombo II e Luis Colombo: speculazioni che restano da confermare.
Il 22 luglio del 1795, dopo la cessione dei domini coloniali dell'isola da parte degli spagnoli ai francesi, il corpo dell'esploratore viene trasportato a Cuba, nella città di L'Avana, per rimanerci fino al 1898, anno in cui gli spagnoli perdono definitivamente il controllo dell'isola nella Guerra Ispano-Americana. Dopo questa disfatta coloniale e la completa perdita di tutti i domini caraibici spagnoli, il corpo di Cristoforo Colombo verrà trasportato nuovamente a Siviglia, città dov'è tuttora sepolto nella cattedrale di Santa Maria della Sede.

## Descrizione
La tomba in cui è sepolto il corpo di Cristoforo Colombo è una struttura di bronzo policromato scolpita dall'artista spagnolo Arturo Mélida. Alla base della tomba, un'iscrizione recita: 
Nella biblioteca Universitaria di Pavia si conservano, in una teca, alcune piccole ossa di Cristoforo Colombo donate dal nunzio apostolico a Cuba nel 1880.